# Gemeentehuis van Dison
Het gemeentehuis van Dison is gelegen in de Belgische plaats en gemeente Dison, gelegen aan Rue Albert Ier 66.
Het gemeentehuis werd gebouwd in 1835 in empirestijl. Architect was Belleflamme. In 1923 werd het gebouw vergroot.
Het gebouw, opgetrokken in baksteen en kalksteen, bestaat uit twee verdiepingen, gescheiden door een hoofdgestel. Het gebouw heeft negen traveeën en ligt in lengterichting langs de straatwand. De centrale travee wordt voorafgegaan door een bescheiden peristilium en heeft een driehoekig fronton. De vensters op de benedenverdieping hebben ronde bogen, met kalkstenen omlijsting.